# Clitoria triflora
Clitoria triflora är en ärtväxtart som beskrevs av Sereno Watson. Clitoria triflora ingår i släktet Clitoria, och familjen ärtväxter. Inga underarter finns listade i Catalogue of Life.